# قره‌قباق (شهرستان چنگ‌آلای)
قره‌قباق (به لاتین: Kara-Kabak) یک عوارض جغرافیایی در قرقیزستان است که در شهرستان چنگ‌آلای واقع شده‌است. قره‌قباق ۶۲۲ نفر جمعیت دارد و ۲٬۸۲۶ متر بالاتر از سطح دریا واقع شده‌است.